# Петровић (презиме)
Петровић је српско и хрватско презиме које је било друге најчешће презиме у Србији у 2011. години. То је патроним и значи син Петра.
|  |  |  |  |  |  |  |  |  |  |  |  |  |  |  |  |  |  |  |  |  |  |  |  |  |  |  |  |  |  |

## Познати људи

### А
- Адам Петровић (1913–1984), друштвено политички радник СФР Југославије и СР Хрватске
- Александар Аљоша Петровић (1972– ), аквабајк/џет ски фристајлер
- Александар М. Петровић (1958– ), српски филозоф, преводилац и публициста
- Александар Петровић (1823–1849), рођење име мађарског песника Шандор Петефи
- Александар Петровић (кошаркаш) (1959– ), југословенски и хрватски кошаркаш
- Александар Петровић (редитељ) (1929–1994), српски редитељ
- Александар Петровић (учитељ) (1886-1962), учитељ
- Анђелка Петровић (1992– ), српска пливачица
- Антонио Петровић (1982– ), црногорски ватерполиста
- Атанасије Петровић (1824–1894), просветни радник у Нишу
- Ацо Петровић (1959–2014), српски кошаркашки тренер

### Б
- Биљана Петровић (1961– ), југословенска и српска атлетичарка
- Бобан Петровић (1957– ), бивши југословенски и српски кошаркаш
- Богољуб Петровић (1942–1995), српски глумац
- Божидар Петровић (архитекта) (1922–2012), српски архитекта
- Божидар Петровић (пилот) (1911–1937), фудбалер и пилот ваздухопловства шпанске републиканске армије
- Бошко Н. Петровић (1928–2008), југословенски новинар
- Бошко Петровић (1915–2001), српски књижевник
- Бошко Петровић (сликар) (1922–1982), српски сликар
- Бранимир Петровић (1982– ), српски фудбалер
- Бранислав Петровић (1937–2002), српски песник и новинар
- Братислав Петровић (1961– ), српски писац

### В
- Василијан Петровић (1820–1891), епископ Српске православне цркве
- Василије Петровић (1709–1766), владар и митрополит црногорски (1750–1766)
- Вељко Петровић (1780–1813), српски хајдук и јунак Првог српског устанка
- Вељко Петровић (књижевник) (1884–1967), српски књижевник
- Веселин Петровић (1977– ), бивши српски кошаркаш
- Вјера Петровић Његош (1887–1927), једанаесто дете краља Николе I Петровића-Његоша и краљице Милене Вукотић-Петровић
- Владимир Петровић (глумац) (1955– ), српски глумац и редитељ
- Владимир Петровић Пижон (1955– ), српски фудбалер и фудбалски тренер
- Вукашин Петровић (1847–1924), српски економиста и министар финансија

### Г
- Горан Петровић (1961– ), српски писац
- Гедеон Петровић (1770–1832), епископ Српске православне цркве
- Градимир Петровић (1935–2001), српски сликар и професор сликарства

### Д
- Дамњан Петровић (1932– ), књижевни историчар
- Данило I Петровић Његош (1670–1735), цетињски митрополит и обновитељ Цетињског манастира
- Данило Петровић (1826–1860), кнез Црне Горе
- Данило Петровић Његош (принц) (1871–1939), принц Црне Горе
- Даринка Петровић (1838–1892), супруга црногорског кнеза Данила Петровића
- Добривоје Петровић (1948– ), глумац и хемичар
- Драган Петровић (1961– ), српски глумац и професор глуме
- Драган Петровић (политичар) (1964– ), српски политиколог и политички аналитичар
- Драгиња Петровић (1831–1901), супруга Станојла Петровића, саветника књаза Милоша
- Драгољуб Петровић (новинар) (1970– ), српски новинар
- Драгољуб Петровић (професор) (1935– ), српски лингвиста, србиста и слависта
- Драгољуб Петровић Раде (1919–1994), учесник Народноослободилачке борбе и генерал-пуковник ЈНА
- Драгомир Дража Петровић (1865–1937), српски адвокат
- Драгослав Петровић Горски (1919–1996), учесник Народноослободилачке борбе и генерал-пуковник ЈНА
- Драгослав Петровић (1936–1985), српски песник и приповедач
- Дражен Петровић (1964–1993), југословенски и хрватски кошаркаш
- Драшко Петровић (1965– ), бивши генерални директор Телекома Србије
- Душан Петровић Шане (1914–1977), југословенски политичар
- Душан Петровић (политичар) (1966– ), српски политичар

### Ђ
- Ђорђе Петровић (1762–1817), вођа Првог српског устанка и родоначелник династије Карађорђевића
- Ђорђе Петровић (1933–2015), академски сликар
- Ђуро Петровић (1914–1942), учесник Народноослободилачке борбе

### Ж
- Жарко Петровић (ватерполиста) (1973– ), српски ватерполиста и ватерполо тренер
- Жарко Петровић (одбојкаш) (1964–2007), српски одбојкаш и југословенски репрезентативац
- Жељко Петровић (1965– ), бивши југословенски фудбалер и тренер
- Жика Петровић (1939–2000), генерални директор Југословенског аеротранспорта од 1992.

### З
- Злата Петровић (1962– ), српска певачица ромског порекла
- Златибор Петровић (1921–2009), професор паразитологије на Ветеринарском факултету у Београду
- Зора Петровић (1894–1962), српска сликарка
- Зоран Петровић (сликар) (1921–1996), српски сликар
- Зоран В. Петровић (1949–2009), српски каратиста.
- Зоран Петровић (фудбалски судија) (1952– ), међународни фудбалски судија.
- Зоран Петровић Пироћанац (1953–2015), српски геополитиколог, политиколог, новинар и ратни извештач
- Зоран Петровић (писац) (1954– ), српски писац
- Зоран Петровић (математичар) (1965– ), доцент на Математичком Факултету Универзитета у Београду
- Зорка Петровић (1864–1890), најстарија ћерка црногорског књаза, касније краља Николе I Петровића и супруга Петра I Карађорђевића

### И
- Иван Петровић (инжењер) (1975– ), власник и директор веб-портала у Србији
- Илија Петровић Стреља (18. век – 1825), војвода из Првог српског устанка

### Ј
- Јасминка Петровић (1960– ), српска књижевница и новинарка
- Јелена Петровић (1765 или 1771 – 1842), ћерка Босиљке и јасеничког обор-кнеза Николе Јовановића
- Јелена Петровић Његош (1873–1952), црногорска принцеза и претпоследња краљица Италије у периоду 1900–1946
- Јован Д. Петровић (1950– ), српски књижевник
- Јован Петровић Ковач (1772–1837), ковач у Првом српском устанку
- Јована Петровић (1973– ), српска филмска, телевизијска и позоришна глумица

### К
- Крста Петровић (1928–2001), српски певач забавне музике
- Ксенија Петровић Његош (1881–1960), црногорска принцеза, ћерка краља Николе Петровића Његоша и Милене Петровић

### Л
- Лазар Петровић (1850–1903), српски генерал из времена Краљевине Србије

### Љ
- Љиљана Петровић (1939– ), југословенска и српска певачица
- Љупко Петровић (1947– ), бивши југословенски фудбалер

### М
- Марија Петровић (18. век – 19. век), Карађорђева сестра
- Марија Марица Петровић (1869–1885), кћерка краља Николе I Петровића Његоша и краљице Милене Вукотић Петровић
- Марисав Петровић (1896–1974), командант другог пука Српског добровољачког корпуса
- Милан Петровић (лекар) (1886–1963), лекар
- Милан Петровић (професор) (1947– ), правник и професор Универзитета
- Миланко Петровић (1988– ), српски биатлонац
- Милена Петровић Његош (1847–1923), кнегиња и краљица Црне Горе до 1918, супруга краља Николе
- Милић Петровић (1941– ), српски академски сликар
- Милорад Петровић (глумац) (1865–1928), српски глумац
- Милорад Петровић Сељанчица (1875–1921), српски писац
- Милорад Петровић - Лорд (1882–1981), генерал Југословенске војске
- Милорад Петровић (народни херој) (1903–1942), народни херој Југославије
- Милош Петровић (композитор) (1952–2010), српски композитор
- Милош Петровић (фудбалер) (1990– ), српски фудбалер
- Милутин Петровић (1791–1861), војвода крајинске нахије
- Миодраг Петровић Чкаља (1924–2003), српски глумац
- Миомир Петровић (1972– ), српски писац, приповедач и драматург
- Мирко Петровић (војвода) (1820–1867), отац краља Николе
- Мирко Петровић (принц) (1879–1918), син краља Николе
- Мирољуб Петровић (1965– ), српски креациониста и геолог
- Михаило Петровић (хирург) (1863–1934), српски хирург
- Михаило Петровић Алас (1868–1943), српски математичар
- Михаило Петровић Његош (1908–1986), црногорски принц
- Михајло Петровић (пилот) (1884–1913), српски пилот
- Мојсије Петровић (1677–1730), митрополит карловачки и београдски

### Н
- Надежда Петровић (1873–1915), српска сликарка
- Настас Петровић (1867–1933), српски политичар
- Немања Петровић (1992– ), српски фудбалер
- Ненад В. Петровић (1925–2014), српски књижевник
- Ненад Петровић (проблемиста) (1907–1989), хрватски проблемиста
- Никола I Петровић (1840–1921), књаз (1860–1910) и краљ (1910-1918) Црне Горе
- Никола Петровић (историчар) (1910–1997), учесник Народноослободилачке борбе
- Никола Петровић (принц) (1944– ), потомак истоименог краља Николе I Петровића

### О
- Обрен Петровић (1957– ), српски је политичар и градоначелник града Добоја
- Огњен Петровић (1948–2000), југословенски фудбалски репрезентативац
- Олга Петровић Његош (1859–1896), кћи књаза Данила I и Даринке Петровић Његош

### П
- Петар I Петровић Његош (1748–1830), благоуправитељ и митрополит Црне Горе, Скендерије и Приморја
- Петар II Петровић Његош (1813–1851), духовни и световни владар Црне Горе, српски књижевник и писац
- Петар Петровић (угарски великаш) (1486–1557), српски великаш у источној Угарској (ум. 1557)
- Предраг Пеђа Петровић (1972– ), српски бодибилдер

### Р
- Радич Петровић (1738–1816), војвода из Првог српског устанка и судија београдског магистрата
- Радомир Петровић (1917–2006), потпоручник у војсци Краљевине Југославије
- Радосав Петровић (1989– ), српски фудбалер
- Растко Петровић (1898–1949), српски и југословенски књижевник, песник, приповедач и романсијер
- Ратомир Петровић (1942–2012), српски стрипски аутор
- Роман Петровић (1896–1947), српски академски сликар, иконописац и сценограф
- Ружа Петровић (1911–1958), учесница Народноослободилачке борбе

### С
- Сава Петровић Његош (1702–1782), митрополит и владика црногорски 1735–1782
- Сава Петровић (лекар) (1839–1889), лекар, санитетски поручник и дописни члан Српске краљевске академије
- Сава Петровић Грмија (1882–1914), српски официр и четник
- Саша Петровић (1962–2023), босанскохерцеговачки глумац
- Светислав Иван Петровић (1894–1962), филмски глумац
- Соња Петровић (1989– ), српска кошаркашица
- Сретен Петровић (1940– ), српски културолог и научник
- Станимир Лале Петровић (1936/37–2012), српски пјевач народних и староградских пјесама и романси
- Станојло Петровић (1813–1893), државни секретар књаза Милоша
- Стеван Петровић Бриле (1921–1943), учесник Народноослободилачке борбе и народни херој Југославије

### Т
- Татјана Петровић (1967–2013), новинар, уредник и секретар за културу Града Београда
- Тихомир Петровић (историчар књижевности) (1949– ), професор књижевности на Педагошком факултету у Сомбору, Универзитета у Новом Саду
- Тихомир Петровић (композитор) (1935–2004), вокални солиста, композитор и аутор музичких емисија

### Ф
- Франсина Петровић Његош (1950–2008), црногорска принцеза

### Ч
- Чедомир Петровић (1949– ), српски редитељ и глумац